# Rotring

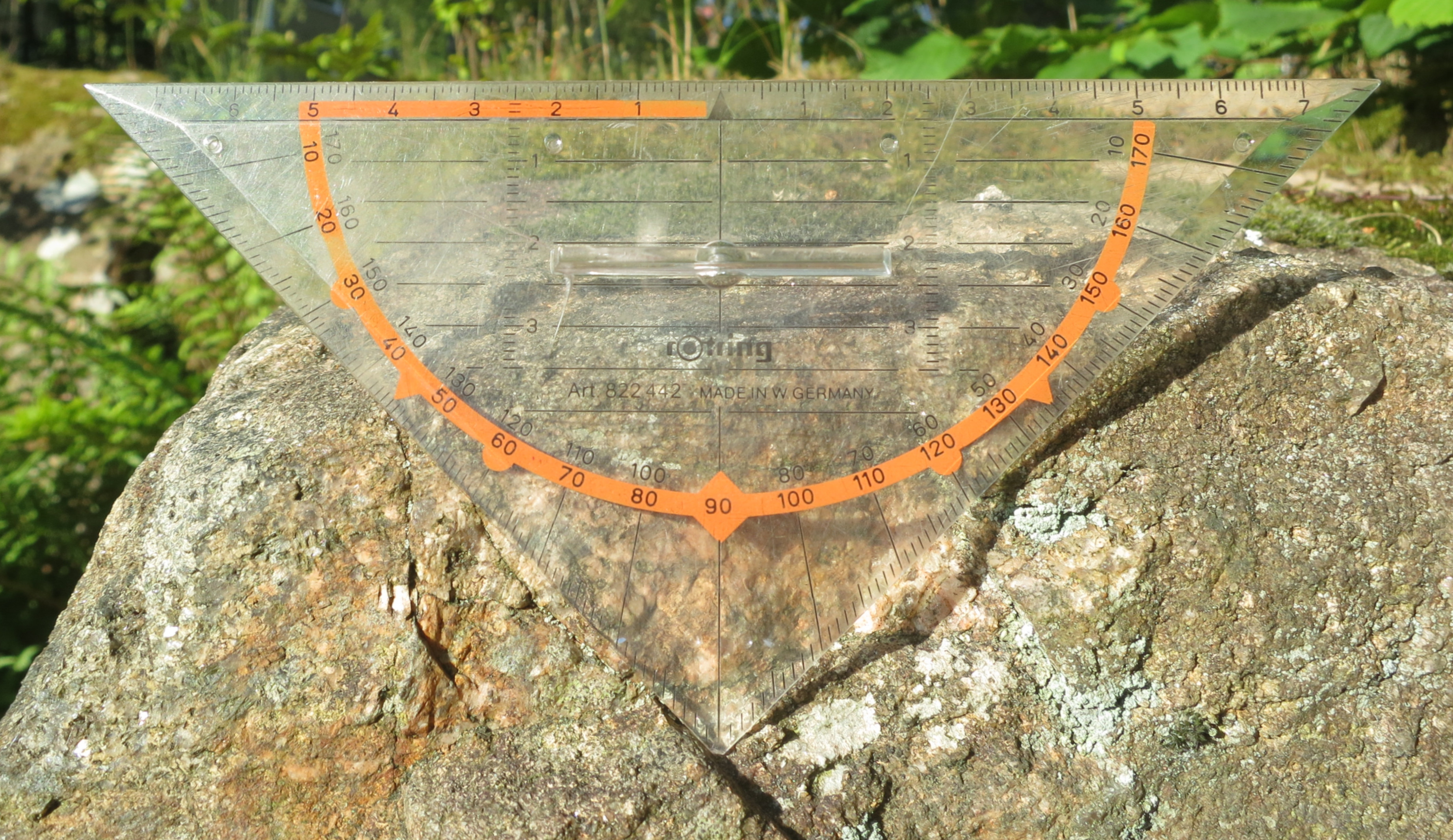
Kątomierz firmy Rotring

Rotring – niemieckie przedsiębiorstwo z siedzibą w Hamburgu, założone w roku 1928.
Przedsiębiorstwo zaprojektowało i wprowadziło na rynek pierwsze pióro techniczne Rapidograph (polska nazwa potoczna to rapidograf). Rot ring znaczy „czerwony pierścień” – i jest znakiem towarowym produktów tej firmy.